# Pourquoi Mitterrand ?
Pourquoi Mitterrand ? est un essai écrit par le socialiste et ancien ministre Pierre Joxe sur la personnalité de François Mitterrand, son évolution des débuts de la Quatrième République jusqu’à la fin de son second mandat présidentiel en 1995.

## Présentation générale
Pourquoi Mitterrand ? est un essai biographique dans lequel Pierre Joxe, compagnon politique de François Mitterrand, présente des facettes peu médiatisées du personnage politique.
« Dans ma génération, écrit Pierre Joxe en préambule, nous savons ce que nous lui devons : une révolution copernicienne. » Le livre de Joxe est un hommage rendu à François Mitterrand. L'auteur décrit la personnalité de Mitterrand avant qu'il ne soit élu président de la République, et détaille la manière dont il organisait sa vie privée. Il relate les voyages présidentiels à l'étranger de Mitterrand.

## Résumé

### L'homme du Morvan
L'objectif de Pierre Joxe est de faire découvrir à ceux qui ne l'ont pas connu, notamment les jeunes, François Mitterrand avant qu'il ne devienne président de la République. Il décrit ainsi les débuts de sa carrière politique. Il remarque que François Mitterrand réussissait à créer du lien grâce à sa « mémoire incroyable, presque monstrueuse », qui lui permettait de se souvenir de détails et les réutiliser des années après.

### Au bord du maquis
Pierre Joxe relate plusieurs évènements liés aux activités de François Mitterrand dans la résistance intérieure. Il rapporte que Mitterrand avait refusé de se défendre lorsque, lors des élections présidentielles françaises de 1974, la droite avait fait fuiter que François Mitterrand avait reçu la francisque de la part de Philippe Pétain, et qu'il avait été touché par les accusations de collaborationnisme.

### Face à la mort
L'auteur analyse le rapport que le président Mitterrand entretenait avec la mort. Joxe considère que la prétendue fascination du président pour la mort, les tombeaux et les cimetières fait partie de sa légende noire, mais que ses années de fréquentation avec le président lui avaient laissé un souvenir assez différent. Aussi, il remarque que François Mitterrand a côtoyé plusieurs formes de mort, qu'elle soit civile ou encore politique. Joxe traite de la question de la force de dissuasion nucléaire française et de son rapport avec l'arme nucléaire.

### «L'Afrique avant l'Europe»
Pierre Joxe revient sur les rapports entretenus par François Mitterrand avec plusieurs dirigeants africains, comme Félix Houphouët-Boigny, et la vision que le président avait du monde et des relations entre la France et l'Afrique.

## Accueil
Le Monde publie une recension plutôt positive du livre, tout en en regrettant le manque de recul, et conclut : « Dans le genre sourcilleux, on a connu plus sévère. Mais le livre de M. Joxe a l'attrait de l'inédit, de l'humour et d'une relation décomplexée avec un président qu'il n'a jamais pris pour un dieu ». L'Express publie une critique positive du livre, soutenant que la connaissance intime de François Mitterrand par Pierre Joxe fait que l'ouvrage « n'est [...] pas un livre de plus sur l'ancien président ». Le Point va dans le même sens en écrivant que l'essai est « le plus vivant et le plus personnel » de ceux qui ont été publiés sur François Mitterrand.
Jeune Afrique publie un entretien avec l'auteur à l'occasion de la sortie du livre, revenant sur le rapport de l'ancien président au continent africain. Jack Lang utilise le livre comme source pour son Dictionnaire amoureux de François Mitterrand. Jean-Louis Debré cite des passages de l'essai dans ses Dynasties républicaines.